# Куева-де-Агреда
Куева-де-Агреда (ісп. Cueva de Ágreda) — муніципалітет в Іспанії, у складі автономної спільноти Кастилія-і-Леон, у провінції Сорія. Населення — 85 осіб (2010).
Муніципалітет розташований на відстані близько 210 км на північний схід від Мадрида, 47 км на схід від Сорії.

## Демографія
Динаміка населення (INE ):

## Галерея зображень

Розташування муніципалітету Куева-де-Агреда